# Norman Thomas Mortimer Wilsmore
Norman Thomas Mortimer Wilsmore (* 23. Januar 1868 in Williamstown (Victoria); † 12. Juni 1940 in Claremont Town) war ein australischer Chemiker.
Wilsmore studierte ab 1887 an der University of Melbourne Chemie und Physik mit dem Bachelor-Abschluss 1890 und dem Master-Abschluss 1893. Danach studierte er am University College London (ab 1894) bei William Ramsay und Norman Collie, an der Universität Göttingen (1897 bis 1901) bei Walther Nernst und der ETH Zürich (1901) bei Richard Lorenz. 1903 wurde er Assistent von Ramsay am University College London und wurde 1907 in Melbourne promoviert (D. Sc.). Ab 1912 wurde er Chemieprofessor an der neu gegründeten University of Western Australia in Perth, an der er 1937 emeritiert wurde. Er war im Senat der Universität und 1924/25 Vizekanzler. Nach der Emeritierung beriet er die lokale Chemiefirma Plaimar Ltd.
Er befasste sich bis 1908 mit Elektrochemie (Elektrodenpotentiale von Metallen) und 1907 bis 1910 mit Ketenen (deren Mitentdecker er war). Er erkannte als einer der Ersten, dass man mit Ketenen und Alkenen Ringe aufbauen kann (Keten-Cycloaddition). 1907 erfand er die Wilsmoresche Ketenlampe (Pyrolyse von Aceton zu Ethenon).
1894 heiratete er Leonora Jessie Little, eine Kommilitonin, die als erste Frau an der University of Melbourne einen Abschluss in Naturwissenschaften erwarb.
Er war Fellow des Royal Institute of Chemistry of Great Britain and Ireland. 1933/34 war er Vizepräsident des Australian National Research Council.
Ihm zu Ehren wird der Wilsmore-Preis für Chemie vergeben.